# Mokin-Yarcé
Pour les articles homonymes, voir Mokin et Yarcé.
Mokin-Yarcé est une localité située dans le département de Boulsa de la province du Namentenga dans la région Centre-Nord au Burkina Faso. 

## Géographie
Troisième plus importante localité du département, Mokin-Yarcé est situé à environ 18 km au sud-est de Boulsa, le chef-lieu du département et de la province, et à 10 km à l'est de la route nationale 15 reliant Boulsa à Pouytenga.

## Éducation et santé
Mokin-Yarcé accueille un centre de santé et de promotion sociale (CSPS) tandis que le centre de médical avec antenne chirurgicale (CMA) de la province se trouve à Boulsa.
Le village possède deux écoles primaires, l'une publique, l'autre privée (dans le bourg et à Sini-Yarcé). Créé sous paillote en 2014, le collège d'enseignement général (CEG) de Mokin-Yarcé est depuis mai 2017 – dans le cadre de la phase 3 du Programme national de gestion des terroirs – un établissement en dur avec quatre salles de classe accueillant, cette année-là, 340 élèves dont 142 filles (PNGT2/3).